# カリン (マメ科)
カリン（花梨、花林、花櫚、学名：Pterocarpus indicus）は、マメ科シタン属の広葉樹。別名インドシタン、インドカリン。
庭木として知られるバラ科のカリンとは全くの別種。八重山諸島に分布するヤエヤマシタンPterocarpus vidalianus（八重山紫檀）とは近縁種である。

## 特徴
タイ、ミャンマーなどの東南アジアからフィリピン、ニューギニアの熱帯雨林に自生する。
日本では八重山諸島が北限。金木犀に似たオレンジ色の小さな花が密集して咲く。芳香があるが、花期は短く1-2日。東南アジアの緑化や街路樹や公園に好んで使用される。シンガポールのメインストリートであるオーチャード通りやバンコク、ホーチミン、クアラルンプールなどでも多く見られる。
フィリピンの国樹であり、タイのチョンブリー県とプーケット県の県樹である。
フィリピン名ではナーラ（ナラ; narra）、ミャンマーではバダウッ（ビルマ語: ပိတောက်、IPA: [bədaʊʔ]; 後述のビルマカリンのことも指し、英語に padauk として借用される）、マレーシアではセナ（sena）、パプアニューギニアではニューギニアローズウッド（New Guinea rosewood）、インドネシアではソノクンバン（sonokembang）あるいはアンサナ（angsana）と呼ばれる。
ビルマカリン（英: Burma padauk; 学名: Pterocarpus macrocarpus）やアフリカンパドゥク（英: African padauk; 学名: Pterocarpus soyauxii）とも近縁種。

## 用途

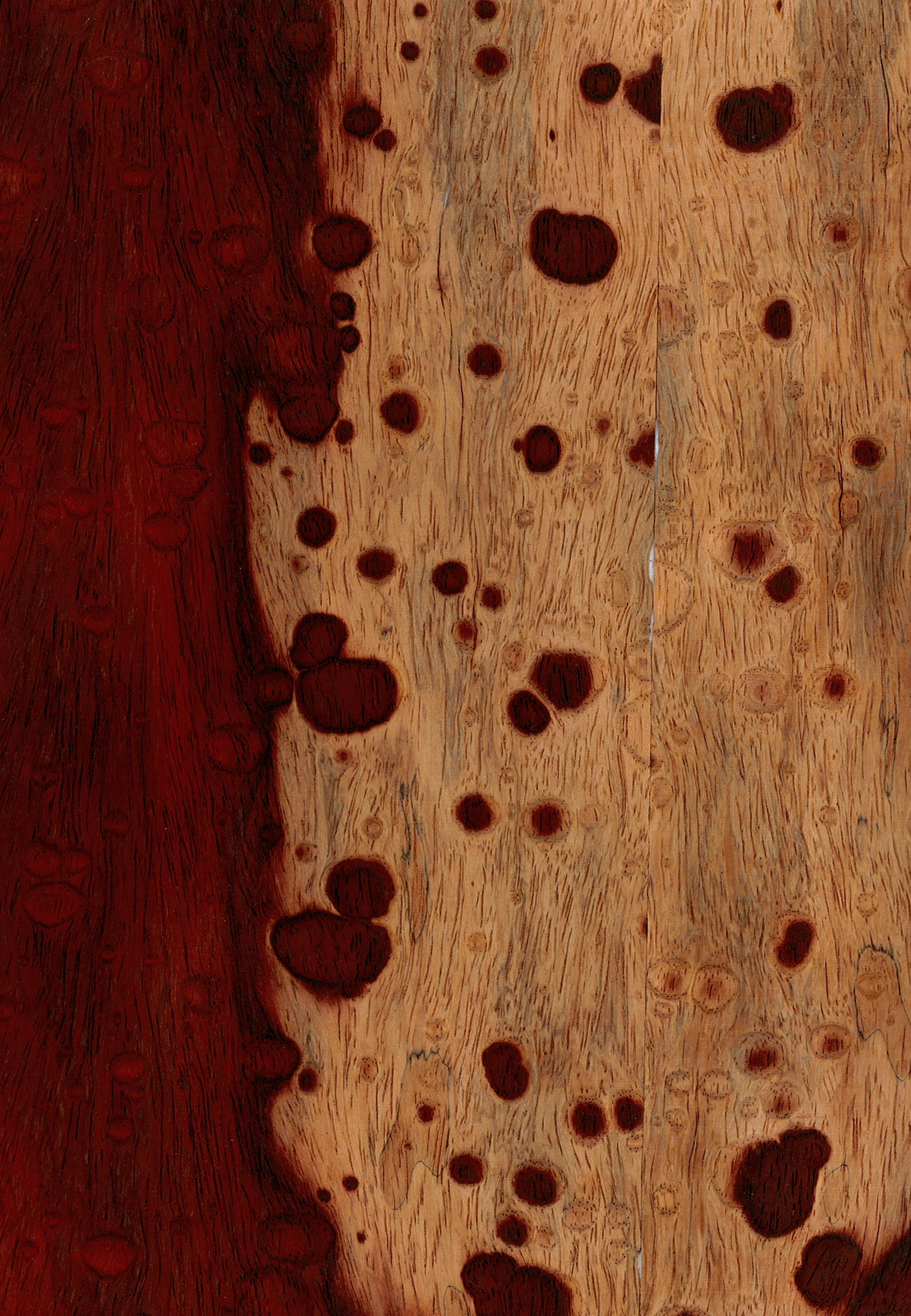
カリン材

古くから唐木細工に使用される銘木。心材は黄色がかった紅褐色から桃色がかった暗褐色。木材にはバラの香りがあり、赤色染料が取れる。木材を削り、試験管に入れて水を注ぎ、これを太陽にかざすと、美しい蛍光を出す。
家具、仏壇、床柱、床框、装飾、楽器、ブラシの柄などに使われる。シタンに似ており、代用材としても使われる。16世紀から18世紀のヨーロッパでは利尿薬として飲まれた。

## 保全の現状
材木として利用されるために伐採が続いており、違法な伐採が行われている地域もある。また、開発により自生地の環境が脅かされている。ベトナムの個体群は300年前に絶滅し、スリランカで行われた大規模な調査では本種は見つからなかった。マレー半島の個体群は絶滅した可能性が高い。インド、インドネシア、フィリピンの個体群も減少している。ニューギニアに残る本種最大の個体群も、深刻な伐採にさらされている。国際自然保護連合のレッドリストでは絶滅危惧にランクされている。
ヤエヤマシタンも伐採が進み、現在、絶滅危惧IA類に指定されている。